# ZDF 페른제가르텐

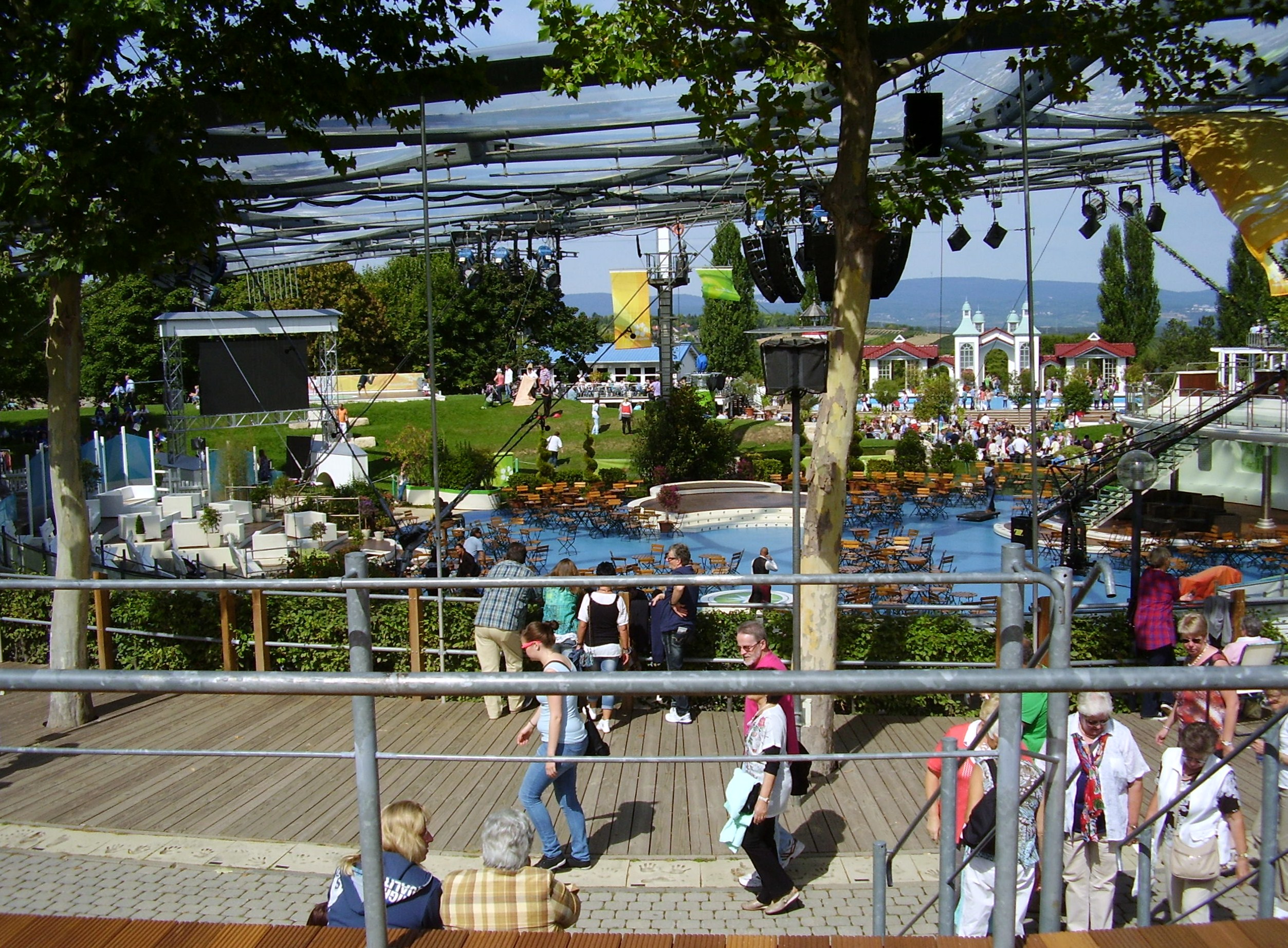
ZDF 페른제가르텐을 진행하는 모습

ZDF 페른제가르텐(ZDF-Fernsehgarten)는 독일 마인츠의 ZDF 방송 센터 구내에서 생중계되는 독일의 엔터테인먼트 TV 프로그램이다. 여름 동안에만 16~21개의 에피소드가 제작되는 계절별 생방송 프로그램이다. 이 프로그램은 안드레아 키웰이 2009년 기준으로 제공한다.